# Buchheller-Quellgebiet
Buchheller-Quellgebiet este o arie protejată (arie specială de conservare — SAC, sit de importanță comunitară — SCI) din Germania întinsă pe o suprafață de 203,06 ha, integral pe uscat.

## Localizare
Centrul sitului Buchheller-Quellgebiet este situat la coordonatele 50°42′25″N 8°03′10″E / 50.7069°N 8.0528°E.

## Înființare
Situl Buchheller-Quellgebiet a fost declarat sit de importanță comunitară în octombrie 2000 pentru a proteja 3 specii de animale. Situl a fost protejat și ca arie specială de conservare în decembrie 2003.

## Biodiversitate
Situată în ecoregiunea continentală, aria protejată conține 6 habitate naturale: Formațiuni ierboase bogate în specii de Nardus, dezvoltate pe substraturi silicioase în zone montane (și în zone submontane, în Europa continentală), Pajiști cu Molinia pe soluri calcaroase, turboase sau argilos-nămoloase (Molinion caeruleae), Liziere de ierburi înalte hidrofile de câmpie și de nivel montan până la alpin, Fânețe de joasă altitudine (Alopecurus pratensis, Sanguisorba officinalis), Fânețe montane, Mlaștini turboase de tranziție și turbării mișcătoare.
La baza desemnării sitului se află mai multe specii protejate de  nevertebrate (3): fluturele auriu (Euphydryas aurinia), Lycaena helle, phengaris nausithous (Maculinea nausithous).
Pe lângă speciile protejate, pe teritoriul sitului au mai fost identificate 2 specii de plante.